# Domingo Polou
Domingo Polou, italianizzato Damiano (Gandia, 6 luglio 1679 – Reggio Calabria, 4 maggio 1756) è stato un arcivescovo cattolico spagnolo.

## Biografia
Dopo gli studi, conseguì la laurea in diritto civile e canonico e svolse diversi incarichi in Spagna: fu professore presso le università di Valencia e Salamanca.
Ordinato sacerdote del 1721, nel 1727 fu nominato e consacrato arcivescovo metropolita di Reggio Calabria da papa Benedetto XIII. Riaprì il seminario diocesano che era rimasto chiuso dopo la morte di mons. Ibáñez y Villanueva. Ottenne per il capitolo della cattedrale che i canonici potessero usare mitra e cappa magna, come già avveniva per il capitolo di Messina. Curò le rendite dell'arcidiocesi, a cui diede floridezza economica e destinò al soccorso dei bisognosi parte delle entrate.
Nel 1730 e nel 1751 celebrò il primo e il secondo sinodo diocesano per la Chiesa reggina, che diede alle stampe rispettivamente nel 1730 e nel 1755.
Morì il 4 maggio 1756.

## Genealogia episcopale e successione apostolica
La genealogia episcopale è:
- Cardinale Scipione Rebiba
- Cardinale Giulio Antonio Santori
- Cardinale Girolamo Bernerio, O.P.
- Arcivescovo Galeazzo Sanvitale
- Cardinale Ludovico Ludovisi
- Cardinale Luigi Caetani
- Cardinale Ulderico Carpegna
- Cardinale Paluzzo Paluzzi Altieri degli Albertoni
- Papa Benedetto XIII
- Arcivescovo Domingo Polou

La successione apostolica è:
- Vescovo Francesco Maria Miceli (1729)